# Prends-moi (album)
Albums de Patrick Fiori
Le cœur à l'envers
(1995) Chrysalide
(2000)
Singles
1. Elle est
Sortie : 1998
2. J´en ai mis du temps
Sortie : 1999

Prends-moi est le troisième album de Patrick Fiori sorti en mai 1998.

## Liste des pistes
| No  | Titre                | Durée |
| --- | -------------------- | ----- |
| 1.  | Prends-moi           | 3:53  |
| 2.  | Me laisse pas là     | 3:58  |
| 3.  | Elle est             | 5:03  |
| 4.  | Goutte d'eau         | 3:09  |
| 5.  | Himalaya             | 4:45  |
| 6.  | Depuis toi           | 3:59  |
| 7.  | C'est notre histoire | 4:24  |
| 8.  | Une vie pour de vrai | 3:47  |
| 9.  | J'en ai mis du temps | 3:16  |
| 10. | Vivre en toi         | 4:12  |

## Classements hebdomadaires
| Classement (1998)            | Meilleure position |
| ---------------------------- | ------------------ |
| Belgique (Wallonie Ultratop) | 14                 |
| France (SNEP)                | 17                 |